# Lacandón (taal)
Het Lacandón-Maya wordt gesproken door de Lacandón, een Mayacultuur in het zuidoosten van Mexico (Chiapas). Deze taal is nauw verwant aan het Yucateeks Maya, dat gesproken wordt op het schiereiland Yucatán. Omdat het Yukatek de meest gesproken Mayataal is, wordt het vaak kortweg het Maya genoemd. De Lacandones noemen hun taal Hach T’an (Echte Taal). Het Lacandónalfabet bestaat uit 26 letters en is opgebouwd uit de volgende letters:
‘ a ä b ch ch’ e h i k k’ l m n o p p’ s t t’ tz tz’ u v w x y
Bijzonderheden bij de uitspraak van enkele letters:
- a wordt uitgesproken als de ‘aa’ in maat
- ä wordt uitgesproken als de ‘a’ in kat
- e wordt uitgesproken als de ‘e’ in pet
- i wordt uitgesproken als de ‘ie’ in dier
- o wordt uitgesproken als de ‘oo’ in boom
- u wordt uitgesproken als de ‘oe’ in doen

Als de u vóór een klinker staat of als laatste letter van een woord voorkomt wordt deze uitgesproken als een w.
- x wordt uitgesproken als sj
- c wordt uitgesproken als k
- ch wordt uitgesproken als tsj
- tz wordt uitgesproken als z
- k wordt uitgesproken is als een c met een gesloten glottis

In de oude schrijfwijze wordt ook de letter j gebruikt. Deze werd uitgesproken als een h, zoals bij Lacanjá Chansayab. Deze schrijfwijze is afkomstig van de Spaanstalige cultuur die de Lacandones omringt. Toen de eerste Lacandónwoorden op schrift werden vastgelegd, werden deze woorden geschreven door een Spaanstalige.
Het moderne alfabet kent eveneens geen r, toen de missionaris Phillip Baer de zuidelijke Lacandones leerde lezen en schrijven gebruikte hij deze echter wel in het door hem zelf ontwikkelde systeem. In het huidige systeem wordt de r vervangen door een l. Veel persoonsnamen worden echter met een r uitgesproken, zoals Bor (Bol).
Medeklinkers met een gesloten glottis of stemspleet worden uitgesproken zonder de stemspleet te sluiten. De glottisslag wordt aangegeven door een apostrof. De betekenis van een woord kan door een glottisslag veranderen en dus is een juiste uitspraak zeer belangrijk. Zo betekent kan slang terwijl k’an het woord voor hangmat is. Lacandónwoorden in meervoud eindigen op o’, zoals ton (man) en tono’ (mannen).
Daarnaast is het nog de moeite waard om hier te vermelden dat de uitspraak van vrouwen verschilt ten opzichte van de uitspraak van mannen. Voor een buitenstaander is deze zogenaamde Kitchen-Lacandón dan ook vrijwel niet te volgen.